# El Capitan Cave
El Capitan Cave – jaskinia w USA, na Alasce, na wyspie Księcia Walii.